# Condado de Providence
O condado de Providence (em inglês:  Providence County) é um dos cinco condados do estado americano de Rhode Island. Não possui uma sede de condado e sua cidade mais populosa é Providence. Foi fundado em 22 de junho de 1703.

## Geografia
De acordo com o United States Census Bureau, o condado possui uma área de 1 128 km², dos quais 1 061 km² estão cobertos por terra e 68 km² por água.

## Demografia
Segundo o censo nacional de 2010, o condado possui uma população de 626 667 habitantes e uma densidade populacional de 590,9 hab/km². É o condado mais populoso de Rhode Island. Possui 264 835 residências, que resulta em uma densidade de 249,70 residências/km².
Das 16 localidades incorporadas no condado, Providence é a mais populosa, com 178 042 habitantes, enquanto que Central Falls é a mais densamente povoada, com 6 234 hab/km². Foster é a menos populosa, com 4 606 habitantes. De 2000 para 2010, a população de North Smithfield cresceu quase 13% e a de Woonsocket reduziu em 5%. Apenas duas localidades possuem população inferior a 10 mil habitantes.